# Dasypus pilosus
Dasypus pilosus é uma espécie de tatu, um mamífero da família dos dasipodídeos, e ordem Cingulata. É endêmico do Peru. Habita floresta subtropicais e tropicas úmidas, de terras baixas ou montana. A perda de habitat é a principal ameaça à conservação.
1. 1 2  Meritt, M., Porini, G., Rylands, A. B. & Members of the IUCN SSC Edentate Specialist Group  (2008).     Dasypus pilosus (em inglês). IUCN   {{{anoIUCN1}}}. Lista Vermelha de Espécies Ameaçadas da IUCN.   {{{anoIUCN1}}}.   Página visitada em  07 de dezembro de 2013..